# Zecca di Costantinopoli

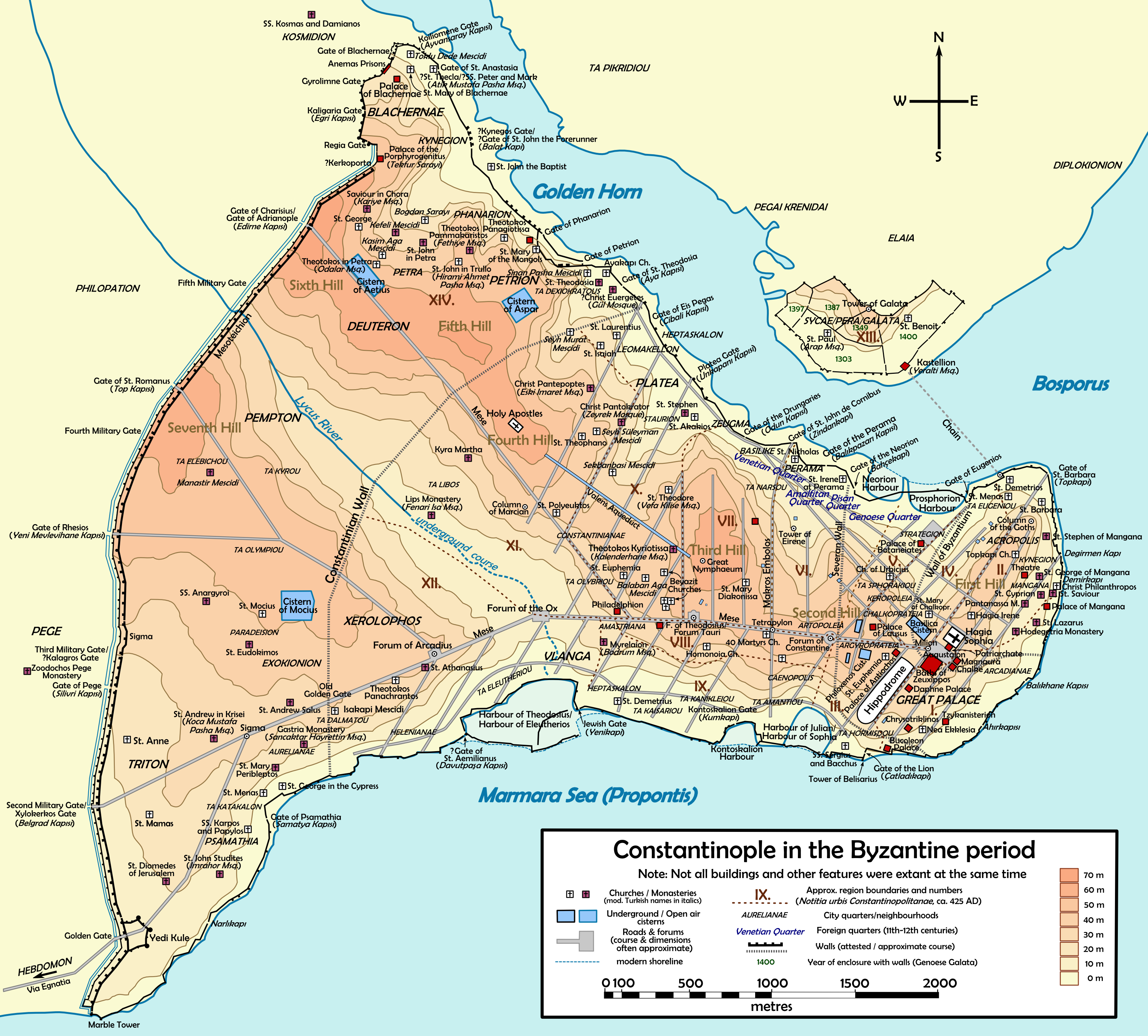
L'antica città romana, poi bizantina di Costantinopoli. La zecca potrebbe essersi trovata non molto distante dal grande foro romano cittadino.

La zecca e monetazione di Costantinopoli (Moneta) era l'edificio presso il quale vi fu la prima coniazione di monete in epoca imperiale a Costantinopoli, a partire dall'Imperatore Costantino I nel 330.

## Edificio
Le indagini archeologiche non hanno ancora in modo definitivo individuato con sicurezza l'antico edificio presso il quale fu iniziata la coniazione delle monete di Costantinopoli.

## Segni di zecca
Numerosi furono nel secolo e mezzo che rimase aperta i segni di zecca: es. C(ostantinopolis), C(ostantino) P(olis), CON(stantinopoli), CONS(tantinopolis), CONS(tantino) P(oils), CONOB (CONstantinopolis OBrizyacum = oro depurato, puro).

## Storia e monetazione

### Costantino I: dall'unificazione alla morte (324-337)
La zecca aprì nel 330 quando Costantino I trasferì la capitale imperiale da Roma a Costantinopoli nel 330. Sebbene l'Imperatore continuasse a risiedere nella vicina Nicomedia, la città di Costantino, nei quali i lavori procedevano febbrilmente divenne dunque nuova capitale dell'Impero Romano, assieme alla vecchia Roma. E speciali monete commemorative vennero coniate per celebrare l'evento. Questa fase vide l'imperatore cristiano riordinare l'amministrazione interna e religiosa, oltre a consolidare l'intero sistema difensivo lungo i tratti renano e danubiano ed ottenendo importanti successi militari che portarono a "controllare" buona parte di quei territori ex-romani, che erano stati abbandonati da Gallieno ed Aureliano: dall'Alamannia (Agri decumates), alla Sarmatia (piana meridionale del Tibisco, ovvero il Banato) fino alla Gothia (Oltenia e Valacchia). E sempre a partire da questi anni, Costantino continuò ad utilizzare quali sue residenze imperiali preferite Serdica, Sirmium e Tessalonica, oltre alla diocelzianea Nicomedia.
Il 18 settembre 335, Costantino elevò il nipote Dalmazio al rango di cesare, assegnandogli la Thracia, l'Achaea e la Macedonia, con probabile capitale a Naisso e compito principale la difesa di quelle province contro i Goti, che le minacciavano di incursioni. Costantino divise così di fatto l'impero in quattro parti, tre per i figli e una per il nipote; la nomina di Dalmazio, però, dovette incontrare l'opposizione dell'esercito, che aveva palesato la propria preferenza per l'accesso della linea dinastica diretta al trono.
| Costantino, dall'unificazione alla morte (325-337) | Costantino, dall'unificazione alla morte (325-337) | Costantino, dall'unificazione alla morte (325-337)                                                                                      | Costantino, dall'unificazione alla morte (325-337) | Costantino, dall'unificazione alla morte (325-337) | Costantino, dall'unificazione alla morte (325-337) | Costantino, dall'unificazione alla morte (325-337) |
| Immagine                                           | Valore                                             | Dritto | Rovescio | Datazione                                          | Peso; diametro                                     | Catalogazione                                      |
| -------------------------------------------------- | -------------------------------------------------- | --- | --- | -------------------------------------------------- | -------------------------------------------------- | -------------------------------------------------- |
|                                                    | follis                                             | FLAV MAX FAVSTA AVG, busto verso destra con drappeggio di Flavia Fausta, moglie di Costantino I, con i capelli raccolti in uno chignon; | SALVS REIPVBLICAE, Fausta come la Salus, in piedi verso sinistra, tiene in braccio i figli Costantino II e Costanzo II; in esergo Α / CONS; in esergo AQ P(rima). | 326                                                | 19 mm, 3,07 g, prima officina;                     | RIC Constantinus, VII 12; LRBC 976.                |
|                                                    | solido                                             | CONSTANTI-NVS MAX AVG, testa laureata di Costantino I verso destra;                                                                     | SPES PVBLICA al centro della moneta, un labarum, con tre medaglioni sul drappeggio, in alto un cristogramma, in basso un serpente; CONS in esergo.                | 337                                                | 2.97 g (zecca di Costantinopoli);                  | RIC VII 19.                                        |
|                                                    | solido                                             | FL HANNIBALIANO REGI, testa laureata di Annibaliano verso destra;                                                                       | SE-CVRITAS PVBLICA, il fiume Eufrate sdraiato verso destra; CONSS in esergo.                                                                                      | 337                                                | (zecca di Costantinopoli);                         | RIC VII 147; LRBC 1034.                            |
| N.B.: Qui sopra alcuni esempi.                     |                                                    | | |                                                    |                                                    |                                                    |

### I Costantinidi (337-363)

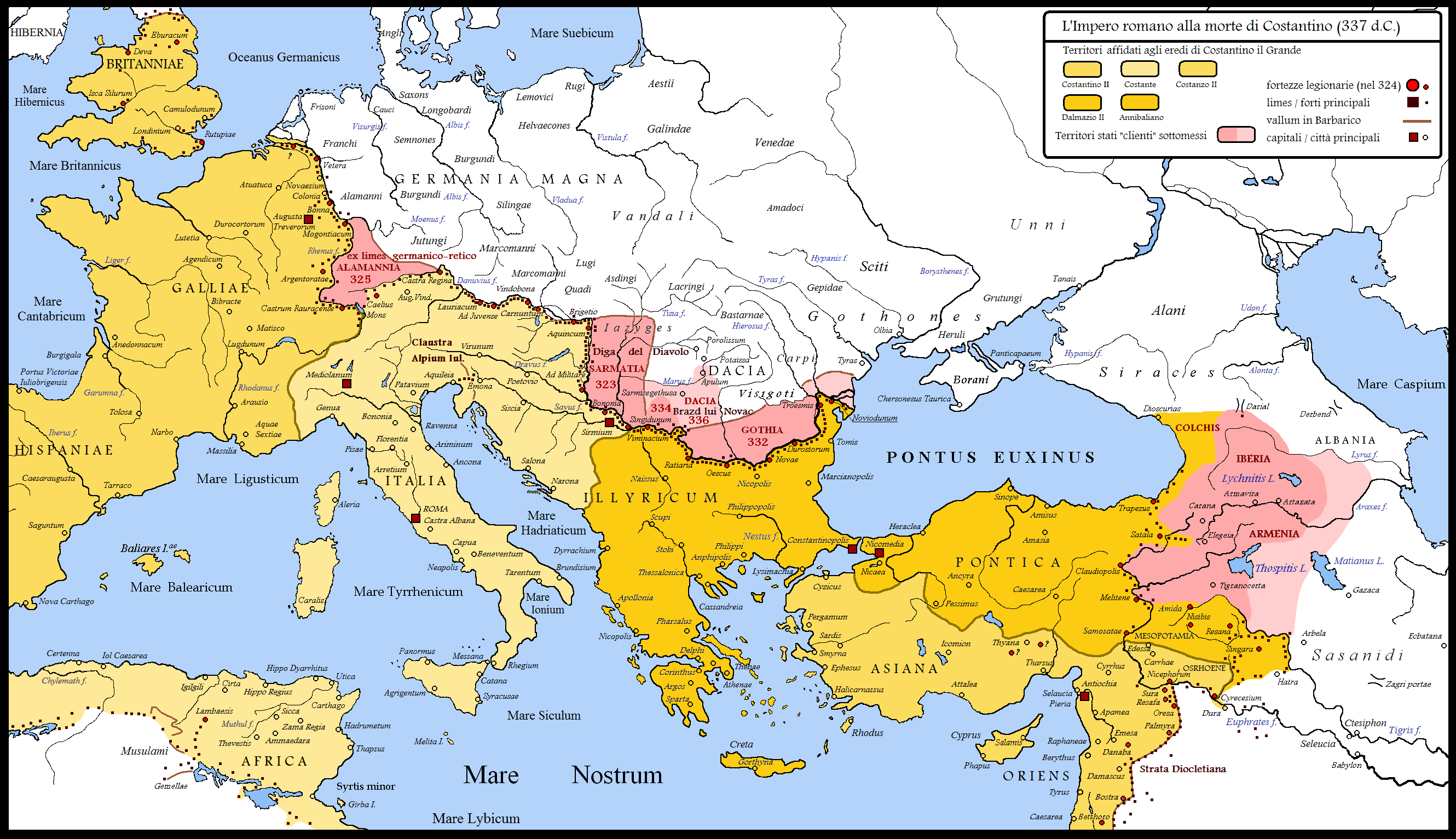
Le frontiere settentrionali ed orientali alla morte di Costantino I, con i territori acquisiti nel corso del trentennio di campagne militari (dal 306 al 337), oltre alla divisione imperiale tra figli e nipoti: Costantino II, Costante I, Costanzo II, Dalmazio Cesare e Annibaliano.

Morto Costantino (22 maggio del 337), mentre stava ancora preparando una campagna militare contro i Sasanidi, la situazione vedeva il potere spartito tra i suoi figli e nipoti, cesari: Costanzo II, che era impegnato in Mesopotamia settentrionale a supervisionare la costruzione delle fortificazioni frontaliere, si affrettò a tornare a Costantinopoli, dove organizzò e presenziò alle cerimonie funebri del padre: con questo gesto rafforzò i suoi diritti come successore e ottenne il sostegno dell'esercito, componente fondamentale della politica di Costantino.
Durante l'estate del 337 si ebbe un eccidio, per mano dell'esercito, dei membri maschili della dinastia costantiniana e di altri esponenti di grande rilievo dello Stato: solo i tre figli di Costantino e due suoi nipoti bambini (Gallo e Giuliano, figli del fratellastro Giulio Costanzo) furono risparmiati. Le motivazioni dietro questa strage non sono chiare: secondo Eutropio Costanzo non fu tra i suoi promotori ma non tentò certo di opporvisi e condonò gli assassini; Zosimo invece afferma che Costanzo fu l'organizzatore dell'eccidio. Nel settembre dello stesso anno i tre cesari rimasti (Dalmazio era stato vittima della purga) si riunirono a Sirmio in Pannonia, dove il 9 settembre furono acclamati imperatori dall'esercito e si spartirono l'Impero: Costanzo si vide riconosciuta la sovranità sull'Oriente.
La divisione del potere tra i tre fratelli durò poco: Costantino II morì nel 340, mentre cercava di rovesciare Costante I; nel 350 Costante fu rovesciato dall'usurpatore Magnenzio, e poco dopo Costanzo II divenne unico imperatore, riunificando ancora una volta l'Impero (nel 353). Il periodo poi fu caratterizzato da un venticinquennio di guerre lungo il limes orientale contro le armate sasanidi, prima da parte di Costanzo II e poi del nipote Flavio Claudio Giuliano (tra il 337 ed il 363).
Nel 361 venne proclamato augusto Giuliano, Cesare in Gallia. Il suo governo durò solo tre anni, eppure ebbe grande importanza, sia per il tentativo di ristabilire un sistema religioso politeistico (per questo sarà detto l'Apostata), sia per la campagna militare condotta contro i Sasanidi.

### Da Valente a Teodosio I (364-395)
| Da Valente a Teodosio I (364-395) | Da Valente a Teodosio I (364-395) | Da Valente a Teodosio I (364-395)                                                                                      | Da Valente a Teodosio I (364-395) | Da Valente a Teodosio I (364-395) | Da Valente a Teodosio I (364-395) | Da Valente a Teodosio I (364-395) |
| Immagine                          | Valore                            | Dritto | Rovescio | Datazione                         | Peso; diametro                    | Catalogazione |
| --------------------------------- | --------------------------------- | --- | --- | --------------------------------- | --------------------------------- | --- |
|                                   | siliqua                           | D N PROCOPIVS P F AVG, busto verso destra con drappeggio, corazza e diadema di Procopio, usurpatore romano;            | VOT(a) V, su due linee tra una corona d'alloro; in esergo •C(ostantinopolis)•Æ. | 365-366                           | 1.76 gr;                          | RIC IX 13e.12; RSC 14d. |
|                                   | solido                            | D N MAXI-MVS P F AVG, busto verso destra con drappeggio, corazza e testa laureata di Magno Massimo, usurpatore romano; | CONCORDI-A AVGGGG, Costantinopoli con l'elmo, seduta di fronte, la testa verso destra, il pede destro su una prua, tiene uno scettro nella mano sinistra, un globo nella destra, la testa di un leone sul trono; in esergo I/CONOB. | 384                               | 4.38 gr;                          | RIC IX pg. 224, note 46; cf. P. Bastien, "Y a-t-il eu un monnayage d'or au nom de Maxime a Constantinople?" CENB 20/3 (July-September 1983), pg. 51-55; Depeyrot 38. |
| N.B.: Qui sopra alcuni esempi.    |                                   | | |                                   |                                   | |

### Da Arcadio alla caduta dell'Occidente (395-476)
| Da Arcadio alla caduta dell'Occidente | Da Arcadio alla caduta dell'Occidente | Da Arcadio alla caduta dell'Occidente                                                                                                  | Da Arcadio alla caduta dell'Occidente | Da Arcadio alla caduta dell'Occidente | Da Arcadio alla caduta dell'Occidente | Da Arcadio alla caduta dell'Occidente            |
| Immagine                              | Valore                                | Dritto | Rovescio | Datazione                             | Peso; diametro                        | Catalogazione                                    |
| ------------------------------------- | ------------------------------------- | --- | --- | ------------------------------------- | ------------------------------------- | ------------------------------------------------ |
|                                       | Miliarense                            | D N HONORI-VS P F AVG, busto verso destra con drappeggio, corazza e diadema di Onorio (con viso girato a sinistra);                    | GLORIA ROMANORVM, Onorio in piedi di fronte, la testa a sinistra, alza la destra e tiene un globo nella sinistra; in esergo */CON.          | 408-420                               | 4.35 gr, 12 h;                        | RIC X 369; DOCLR 782; Hunter -; RSC 19A.         |
|                                       | Tremisse                              | AEL EVDO-CIA AVG, busto verso destra con drappeggio e diadema di Elia Eudocia;                                                         | una croce al centro di una corona di alloro; in esergo */CON OB.                                                                            | 425-429                               | ?;                                    | DOCLR 461 ss.; MIRB 50.                          |
|                                       | solido                                | D N VALENTIN-IANUS PF AVG, busto di fronte con drappeggio, corazza, elmo e diadema di Valentiniano III, tiene una lancia ed uno scudo; | VICTORI-A-AUGG, la Vittoria rivolta verso sinistra con una lunga croce in mano nella sinistra, una stella sulla destra; in esergo CON OB.   | 450-455                               | 4.47 gr, 6 h;                         | RIC X 505; Depeyrot 87/2.                        |
|                                       | solido                                | DN LEO PE-RPET AVG, busto di fronte con drappeggio, corazza, elmo e diadema di Leone I, tiene una lancia ed uno scudo;                 | VICTORI-A-AUGG, la Vittoria rivolta verso sinistra con una lunga croce in mano nella sinistra, una stella sulla destra; in esergo CON OB-S. | 462-473                               | 4.47 gr, 6 h; officina S(ecunda).     | RIC X 605; DOCLR 528; Depeyrot 93/1.             |
|                                       | solido                                | D N BASILI-SCUS PF AVG, busto di fronte con drappeggio, corazza, elmo e diadema di Basilisco, tiene una lancia ed uno scudo;           | VICTORI-A-AUGG, la Vittoria rivolta verso sinistra con unalunga croce in mano nella sinistra, una stella sulla destra; in esergo CON OB.    | 475-476                               | 4.47 gr, 6 h;                         | RIC X 1003; Depeyrot 101/1; Hunter -; DOCLR 607. |
| N.B.: Qui sopra alcuni esempi.        |                                       | | |                                       |                                       |                                                  |